# Данжон, Андре
Андре-Луи Данжон (фр. André-Louis Danjon; 1890 −1967) — французский астроном.

## Биография
Родился в Кане (Нормандия), окончил Высшую нормальную школу в Париже. Участник первой мировой войны, в результате ранения потерял глаз. После войны работал в Страсбургской обсерватории (с 1930 года — директор), преподавал в Страсбургском университете, с 1945 года —директор Парижской обсерватории, с 1954 года — также директор Института астрофизики в Париже; преподавал в Парижском университете, профессор астрономии.
Основные труды в области практической астрономии. Создал ряд приборов для астрофотометрии (в частности, фотометр «кошачий глаз») и интерферометры. Изучал с их помощью переменные звезды, определял альбедо и фазовые кривые Меркурия, Венеры и Земли (в последнем случае путём измерения пепельного света Луны). Выполнил многочисленные измерения двойных звезд, диаметров планет и их спутников. Показал, что с помощью интерферометров можно изучать атмосферную турбулентность, и нашел зависимость между турбулентностью, качеством изображений и разрешающей способностью телескопа. Основанный на этой зависимости метод оценки качества изображений (метод Данжона - Кудера) широко используется при исследованиях астроклимата. Большое распространение в астрономических обсерваториях получила призменная астролябия Данжона — инструмент для определения долготы (времени) и широты места, С помощью этого прибора с большой точностью определяется момент, когда звезда оказывается на зенитном расстоянии 30°. Астролябия Данжона снабжена безличным микрометром, позволяющим автоматически удерживать изображение звезды на кресте нитей визирного устройства. С помощью астролябии Данжона были проведены большие ряды наблюдений по определению широты и времени в Парижской и других обсерваториях. Первый экземпляр её был построен в Парижской обсерватории в 1953 году.
Велики заслуги Данжона в развитии астрономии во Франции. Разработал проект и возглавил строительство обсерватории во Французских Альпах (Верхний Прованс), руководил созданием для неё 193-сантиметрового рефлектора. По его инициативе в 1933 году в Страсбурге был организован первый французский институт астрофизики. Реконструировал и расширил Медонскую обсерваторию и способствовал созданию радиоастрономической обсерватории в Нансё (обе входят в состав Парижской обсерватории). В 1960 году в Бюро долгот основал исследовательский центр по фундаментальной астрономии и небесной механике. Автор (совместно с А. Ж. Кудером) книги «Подзорные трубы и телескопы» (1935).
Член Парижской АН (1948), Член Бюро долгот в Париже (1948), Королевского научного общества в Льеже (Бельгия), Международной академии астронавтики, президент Международного астрономического союза (1955—1958), дважды был президентом Французского астрономического общества.
Премии Беккереля (1925), Гусмана (1935) и де Парвиля (1938) Парижской АН, Золотая медаль Королевского астрономического общества (1958), Золотая медаль Национального центра научных исследований (Франция, 1959).
В его честь назван кратер на Луне.